# Ronde van Lombardije 1930
De Ronde van Lombardije 1930 was de 26e editie van deze eendaagse Italiaanse wielerwedstrijd, en werd verreden op zondag 26 oktober 1930. Het parcours leidde van Milaan naar Milaan en ging over een afstand van 234 kilometer. De Italiaan Domenico Piemontesi won de sprint maar werd teruggezet naar de vierde plaats. De overwinning ging naar zijn landgenoot Michele Mara.
Alfredo Carniselli, Alfonso Crippa, Decimo Dell'Arsina, Raffaele Di Paco, Camillo Erba, Pietro Fossati, Luigi Giacobbe, Allegro Grandi, Carlo Moretti, Antonio Negrini en Augusto Zanzi werden als achtste geclassificeerd.

## Uitslag
| Ronde van Lombardije 1930 |                     |                 |      |
| Plaats                    | Naam                | Ploeg           | Tijd |
| Winnaar                   | Michele Mara        | Bianchi-Pirelli | 7u40 |
| 2                         | Alfredo Binda       | Legnano-Pirelli | z.t. |
| 3                         | Learco Guerra       | Maino-Clément   | z.t. |
| 4                         | Domenico Piemontesi | Bianchi-Pirelli | z.t. |
| 5                         | Guglielmo Marin     |                 | z.t. |
| 6                         | Renato Scorticati   |                 | z.t. |
| 7                         | Alfredo Bovet       | Bianchi-Pirelli | z.t. |

1905 · 1906 · 1907 · 1908 · 1909 · 1910 · 1911 · 1912 · 1913 · 1914 · 1915 · 1916 · 1917 · 1918 · 1919 · 1920 · 1921 · 1922 · 1923 · 1924 · 1925 · 1926 · 1927 · 1928 · 1929 · 1930 · 1931 · 1932 · 1933 · 1934 · 1935 · 1936 · 1937 · 1938 · 1939 · 1940 · 1941 · 1942 · 1943 · 1944 · 1945 · 1946 · 1947 · 1948 · 1949 · 1950 · 1951 · 1952 · 1953 · 1954 · 1955 · 1956 · 1957 · 1958 · 1959 · 1960 · 1961 · 1962 · 1963 · 1964 · 1965 · 1966 · 1967 · 1968 · 1969 · 1970 · 1971 · 1972 · 1973 · 1974 · 1975 · 1976 · 1977 · 1978 · 1979 · 1980 · 1981 · 1982 · 1983 · 1984 · 1985 · 1986 · 1987 · 1988 · 1989 · 1990 · 1991 · 1992 · 1993 · 1994 · 1995 · 1996 · 1997 · 1998 · 1999 · 2000 · 2001 · 2002 · 2003 · 2004 · 2005 · 2006 · 2007 · 2008 · 2009 · 2010 · 2011 · 2012 · 2013 · 2014 · 2015 · 2016 · 2017 · 2018 · 2019 · 2020 · 2021 · 2022 · 2023 · 2024 · 2025